# Ingerana charlesdarwini
Espèce
Synonymes
- Rana charlesdarwini Das, 1998

Statut de conservation UICN

 CR B1ab(iii)+2ab(iii) : 
En danger critique
Ingerana charlesdarwini est une espèce d'amphibiens de la famille des Dicroglossidae.

## Répartition
Cette espèce est endémique des îles Andaman en Inde. Elle se rencontre en dessous de 500 m d'altitude.

## Étymologie
Cette espèce est nommée en l'honneur du naturaliste anglais Charles Darwin (1809-1882).

## Publication originale
- Das, 1998 : A remarkable new species of ranid (Anura: Ranidae), with phytotelmonous larvae, from Mount Harriet, Andaman Island. Hamadryad, Madras, vol. 23, p. 41-49.